# Styrman
En styrman är ett befäl ombord på ett luftfartyg eller handelsfartyg och är det näst högsta befälet under befälhavaren om fartyget bara har en styrman. Finns det flera styrmän, är överstyrman befälhavarens ställföreträdare. Namnet till trots är det normalt inte styrmannen som handgripligt styr fartyget: titeln syftar på att styrmannen ansvarar för fartygets framdrift/styrning. Den motsvarande titeln på örlogsfartyg är sekond.
Ett större luftfartyg brukar ha både en befälhavare (en kapten) och en styrman. Styrmannen övertar befälhavarens uppgifter och befäl vid befälhavarens frånfälle, till exempel vid sjukdom.
På större fartyg kan det finnas flera styrmän i rangordning (1:e, 2:e, 3:e styrman) som roterar i ett vaktsystem, så att kommandobryggan alltid är bemannad av en styrman. Under sig har styrmannen en rorsman, som styr fartyget enligt vakthavande befäls order, och på bryggan kan det även finnas en utkik  (båda ofta matroser). På fartyg med liten besättning finns ofta bara en styrman. På såna fartyg är vaktsystemet annorlunda och även befälhavaren går vakt. På sådana fartyg är det ofta det vakthavande befälet som ensam framför fartyget, och endast vid in- och utgång till hamn förstärks bemanningen på bryggan av en rorsman.
Den styrman som är befälhavarens ställföreträdare har det övergripande operativa ansvaret för fartyget och dess besättning enligt order från befälhavaren. I dessa arbetsuppgifter kan ingå att planera fartygets resa, övervaka och sköta dess framfart, undvika kollision med andra fartyg och hinder, sköta radiokommunikationen och övervaka lastoperationer. 
För att tjänstgöra som styrman på ett vattenfartyg, krävs nautisk behörighet. Vilken behörighet som krävs, beror på fartygets storlek, i vilket fartområde fartyget går, samt styrmannens position ombord.
Om man ska utbilda sig som styrman inom flygtrafik, krävs många års utbildning som pilot.